# Mohammad Reza Adelkhani
Mohammad Reza Adelkhani (persisch محمدرضا عادل خانی anhörenⓘ; * 13. Februar 1947 in Teheran) ist ein ehemaliger iranischer Fußballspieler, der im Verlauf seiner Karriere auch in Deutschland und für die A-Nationalmannschaft seines Landes spielte.

## Karriere

### Verein
Im Iran geboren und in Deutschland lebend, schloss sich Adelkhani 15-jährig der Amateurmannschaft des FC Bayern München an und absolvierte bis 1966 vier Spielzeiten mit dieser.
Zur Saison 1966/67 verpflichtete ihn der Zweitligist Rot-Weiß Oberhausen, für den er in der Regionalliga West in zwei Spielzeiten zum Einsatz kam. Zur Saison 1968/69 wechselte er zum Ligakonkurrenten Wuppertaler SV und nach einer Saison – über einen Kurzaufenthalt beim Bonner SC – zum Zweitligaaufsteiger SG Wattenscheid 09.
Die Regionalliga-Saison 1971/72 bestritt er für den Zweitligaaufsteiger VfL Klafeld-Geisweid 08. Nachdem die Mannschaft die Klasse nicht halten konnte, kehrte Adelkhani in seine Heimat zurück und spielte drei bzw. vier Jahre für Taj Teheran bzw. für den FC Shahbaz.

### Nationalmannschaft
Zwischen 1973 und 1978 trug Adelkhani 17 Mal das Trikot der A-Nationalmannschaft seines Landes und erzielte zwei Länderspieltore. Der mit einem harten linken Schuss ausgestattete Adelkhani gab sein Debüt am 18. August 1973 im ersten Finalspiel zwischen den Siegern der Gruppe C und D der Qualifikation für die Weltmeisterschaft 1974, das er mit der Mannschaft in Sydney mit 0:3 gegen die Auswahl Australiens verlor.
Er gehörte ebenfalls zum Aufgebot der Nationalmannschaft in der Qualifikation zur Weltmeisterschaft 1978, allerdings nicht während der Endrunde, da er sich im Vorfeld des Turniers verletzte, als er seine Tochter vor einem Treppensturz bewahrte. Somit blieb das Fußballturnier der Asienspiele 1974 in Teheran seine einzige große Veranstaltung – die er allerdings mit seiner Mannschaft am 16. September durch ein 1:0 im Finale gegen die Auswahl Israels – durch ein von ihm erzwungenes Eigentor von Itzhak Shum – gewann.
Sein letztes Länderspiel bestritt er am 26. April 1978 in Teheran beim 1:1-Unentschieden im Vergleich mit der Auswahl Bulgariens.

## Erfolge
- Goldmedaillengewinner bei den Asienspielen 1974
- Iranischer Meister 1975 (mit Taj Teheran)